# Station Eschweiler Talbahnhof
Station Eschweiler Talbahnhof (Duits: Eschweiler Talbahnhof) is een spoorwegstation in de Duitse gemeente Eschweiler. Het station ligt aan de lijn Hochneukirch – Stolberg.

## Treinverbindingen
| Serie | Treinsoort                  | Route | Bijzonderheden |
| ----- | --------------------------- | --- | -------------- |
| RB 20 | Regionalbahn (DB Regio NRW) | Stolberg (Rheinl) Hbf – Eschweiler-St. Jöris – Alsdorf-Annapark – Herzogenrath – Aachen Hbf – Stolberg (Rheinl) Hbf – [ Stolberg Altstadt ] / [ Eschweiler Talbahnhof – Langerwehe – Düren ] |                |

Langerwehe
47,9: Eschweiler-Weisweiler ·
50,2: Eschweiler-Nothberg ·
52,4: Eschweiler Talbahnhof ·
53,3: Eschweiler-West ·
55,7: Eschweiler-Aue ·
57,7: Stolberg (Rheinl) Hbf